# Tele Sistemi Ferroviari
TSF - Tele Sistemi Ferroviari era un'azienda italiana che operava nel settore dell'ICT, sviluppando e gestendo servizi informatici dedicati al trasporto e alla logistica.
Gestiva in esternalizzazione il Sistema Informativo del gruppo FS ovvero l'infrastruttura di elaborazione dati, le varie applicazioni software ed il call center del gruppo. Prodotti di tale collaborazione sono per esempio i progetti Ticketless, ViaggiaTreno, ASCOT, GENTE, VESTE, TIMER, OBoE, Mercurio, PIC, CCL, Infostazioni  e DIVA.

## Storia
La società nasce come Tele Sistemi Ferroviari S.r.l. il 23 dicembre 1994 nell'ambito del gruppo Ferrovie dello Stato ma diventa operativa l'8 agosto 1996 quando riceve da FS il Ramo d'Azienda EDP, che fornisce i servizi informatici del gruppo.
Nel 1996 FS bandisce una gara internazionale per l'aggiudicazione del 61% di TSF, e quindi della gestione ICT per 10 anni, che verrà vinta da Finsiel per 125 miliardi di lire. Nel 1997 avviene il passaggio di proprietà e la trasformazione in S.p.A..
Inizialmente dedicata solo all'attività svolta per l'azienda ferroviaria statale, successivamente TSF decide di rivolgersi anche ad altri operatori del trasporto.
Nel 2007, scaduta la concessione decennale, FS promuove un bando per l'acquisizione del 100% di TSF, che viene vinto da Sirti: dopo varie vicissitudini giudiziarie, segnate da ricorsi al Tar e al Consiglio di Stato da parte di AlmavivA (nuova denominazione di Finsiel e azionista con il 61%) nel marzo 2008 la gara viene annullata e l'azionariato di TSF rimane invariato, anche se TSF continua a operare in regime di proroga in quanto la concessione è scaduta. Il 10 dicembre 2008 FS ha promosso una terza gara per la vendita del 39% in suo possesso, ma il bando è andato deserto.
Nel gennaio 2010 Ferrovie dello Stato S.p.A. cede il residuo 39% in suo possesso a Almaviva S.p.A. per 32 milioni di euro.
Il 21 giugno 2010 viene ridenominata in Almaviva TSF S.p.A..
Il 17 novembre 2010 in RTI con Almaviva Innovation Company, Ansaldo STS, Engineering ingegneria informatica, e Telecom Italia, si aggiudica la gara indetta da Ferservizi, in nome e per conto di Ferrovie dello Stato, per l'affidamento con durata pari a 7 anni, dei servizi di gestione in outsourcing dell'infrastruttura di elaborazione dati, di gestione e sviluppo delle applicazioni software e di call center per 856.80 milioni di euro.
Il 30 settembre 2011, Almaviva TSF S.p.A. si è fusa per incorporazione in Almaviva S.p.A.

## Bilancio 2008
TSF nel 2008 ha conseguito 193,15 milioni di ricavi (di cui 188.56 solo dal contratto con FS), 200,55 di valore della produzione, Ebit di 14,80 milioni, utili per 7,57 milioni. 90,52 milioni di patrimonio netto, 97,06 milioni di debiti, posizione finanziaria netta positiva per 58,51 milioni, 675 dipendenti.

## Dati societari
- Ragione sociale: AlmavivA S.p.A.
- Sede legale: Via di Casal Boccone n. 188-190 00137 Roma
- Presidente (2009): Marco Tripi
- Amministratore delegato (2008): Augusto Liguori
- Capitale sociale: 77 003 669,54 euro
- Codice fiscale: 08450891000